# پلاش (اورگن)
پلاش (به انگلیسی: Plush) یک منطقهٔ مسکونی در ایالات متحده آمریکا است که در شهرستان لیک، اورگن واقع شده‌است. پلاش ۱٬۳۷۴٫۹۷ متر بالاتر از سطح دریا واقع شده‌است.